# Vương Phi Phi
Vương Phi Phi (tiếng Trung: 王霏霏; bính âm: Wang Feifei, Hangul: 왕페이페이, sinh ngày 27 tháng 4 năm 1987 tại Hải Khẩu, Hải Nam, Trung Quốc) được biết đến với nghệ danh Fei (Hangul: 페이) là nữ ca sĩ, vũ công và diễn viên người Trung Quốc, ra mắt tại Hàn Quốc. Cô là cựu thành viên của nhóm nhạc nữ Miss A thuộc JYP Entertainment. Năm 2016, cô ra mắt với tư cách cá nhân cùng mini album "Fantasy". Cô được công nhận là một trong 4 nữ nghệ sĩ Trung Quốc nổi tiếng nhất hoạt động tại ngành giải trí Hàn Quốc. Sau khi hết hạn hợp đồng với công ty quản lý cũ vào cuối năm 2018, Fei chính thức về nước phát triển sự nghiệp. Tháng 8 năm 2021, cô phát hành album tiếng Trung đầu tay với tựa đề "Fearless 不霏".

## Tiểu sử
Vương Phi Phi có một người em trai cách mình 11 tuổi.
Vào năm 16 tuổi, khi đang trên đường tới trường dạy vũ đạo tại Quảng Châu, cô được người tìm kiếm tài năng của JYP Entertainment ngỏ lời mời tham gia vòng casting của công ty này, nhưng khi đó cô nghĩ mình bị lừa nên đã không đồng ý. Ba năm sau, cô tham gia cuộc xét tuyển tại Quảng Châu với ca khúc "Dũng khí" (勇气) của Lương Tịnh Như, thuận lợi thông qua và gia nhập vào JYP Entertainment, đến Hàn Quốc bắt đầu cuộc sống thực tập sinh. Cô đã theo học tại Học viện Nghệ thuật Seoul (Seoul Institute of the Arts) cùng với thành viên Jia.
Năm 2009, Fei cùng Sarha, Jia, Hoàng Dĩ Phi và Hyerim kết hợp thành nhóm "Sisters" gồm 5 thành viên, xuất hiện trong chương trình thử giọng "The More She Dances the Prettier She Is" (Càng nhảy càng xinh đẹp 越跳越美丽) do đài truyền hình Triết Giang sản xuất, sau chương trình sẽ chính thức ra mắt như phiên bản Trung của Wonder Girls. Sau đó dự án này đã bị hủy bỏ do sự thay đổi của một số thực tập sinh trong công ty.

## Sự nghiệp

### 2010 - 2017: Hoạt động cùng Miss A
Tháng 3 năm 2010, Fei cùng Jia và Suzy kết hợp thành nhóm nhạc nữ miss A, trước khi ra mắt đã trở thành đại diện khu vực Trung Quốc của tập đoàn  Samsung Electronics, đồng thời hát ca khúc chủ đề "Love Again". Vào ngày 23 tháng 6, nhóm có thêm thành viên Min gia nhập.
Tháng bảy năm 2010, miss A chính thức ra mắt dưới đội hình 4 thành viên. Với đĩa đơn đầu tay "Bad Girl Good Girl", chỉ sau vỏn vẹn 22 ngày từ khi ra mắt, bài hát đã đứng đầu hàng loạt các BXH âm nhạc nổi tiếng, giúp miss A trở thành "tân binh khủng long". Sau những thành công đầu tiên về mảng âm nhạc, miss A tiếp tục phát hành nhiều single và album như "Breathe", "Touch", "Good-bye Baby", "I Don't Need A Man", "Hush", "Only You".
Ngoài mảng âm nhạc, Fei cũng làm cameo cho phim "Dream High" phát hành năm 2011 của đài KBS và "Dream High 2" năm 2012.
Fei được gọi là "Like Blue Chip" vì sự nổi tiếng của cô trong năm 2013-2014, trong nhiều chương trình khác nhau, cô đã cho thấy nhiều kỹ năng của mình như nấu ăn, nhảy múa và dẫn chương trình. 

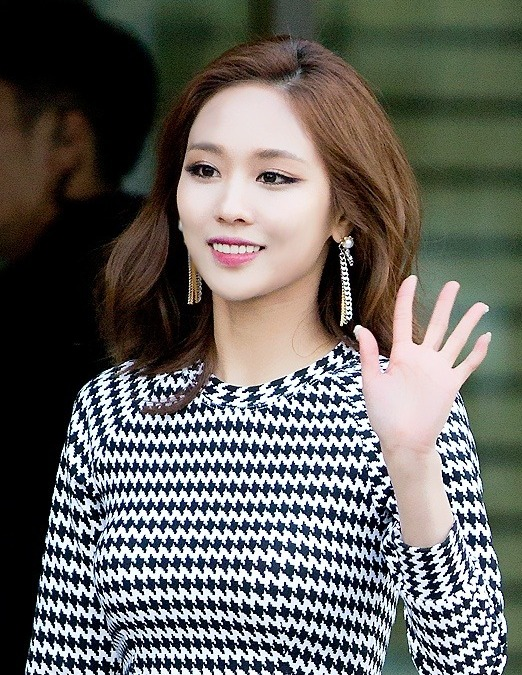
Vương Phi Phi tại K-Pop Awards 2014

Năm 2013, lần đầu tiên Fei được tham gia các chương trình truyền hình thực tế dưới tư cách cá nhân. Cô tham gia "Master Chef hàn Quốc dành cho người nổi tiếng" và giành vị trí thứ 2. Cũng trong năm đó, cô tham gia "Dancing With The Star 3" và giành được vị trí số 1. Đến tháng 9 năm 2013, Fei tiếp tục tham gia chương trình "O'live Show 2013", thể hiện tài lẻ của mình trong nhiều mảng khác nhau.
Năm 2014, Fei cùng Jia và Zhoumi làm MC cho chương trình "C Radio Idol True Colors 偶像本色" của đài MBC, mỗi tuần chương trình sẽ mời đến các nhóm nhạc thần tượng Hàn Quốc khác nhau, họ cùng chia sẻ cho người hâm mộ những điều xung quanh mình. Ngoài ra cô còn xuất hiện trong chương trình thực tế "Nếu Như Yêu 如果愛" với vai trò khách mời cố định. Cũng trong năm 2014, Fei xuất hiện với vai cameo trong phim "Temptation", đồng thời hát ca khúc nhạc phim "One Summer Night" cùng thành viên Jo Kwon của nhóm 2AM.
Năm 2015, Fei xác nhận đóng phim "Thiên Nga" (Swan)  do Hàn Quốc sản xuất và "Select Game" do Trung Quốc sản xuất. Ngoài ra, Fei còn làm host cho giải thưởng Golden Disk Awards lần thứ 29 được tổ chức tại Bắc Kinh. Fei cũng thể hiện tài năng của mình khi viết lời tiếng Trung cho hai ca khúc "Stuck" và "I Caught Ya" trong mini album "Colors" của miss A. Fei còn tham gia chương trình truyền hình thực tế "Võ Thuật Thiếu Lâm Tự" (Shaolin Clenched Fists) cùng nhiều nghệ sĩ nổi tiếng hàn Quốc.
Với sự rời đi của thành viên Jia vào tháng 5 năm 2016 và thành viên Min vào tháng 11 năm 2017, ngày 27 tháng 12 năm 2017, JYP Entertainment xác nhận miss A chính thức tan rã. 

### 2016 - 2017: Hoạt động solo tại Hàn Quốc
Ngày 21 tháng 7 năm 2016, Fei chính thức phát hành solo mini album đầu tiên "괜찮아 괜찮아 Fantasy" với hai phiên bản tiếng Hàn và tiếng Trung (不要急 Fantasy). Sau hai tuần quảng bá, vào ngày 12 tháng 8, hai ca khúc còn lại là "Sweet Sexy Fei" và "One More Kiss" tiếp tục được tung ra. Ca khúc chủ đề "Fantasy" của mini album đã được  tạp chí Billboard xếp hạng 14 trong top 20 ca khúc K-pop hay nhất năm 2016.

### 2018 - nay: Về Trung Quốc hoạt động
Ngày 17 tháng 10 năm 2018, Fei cùng Gen Neo phát hành single "Liệu người có thể" (你会不会). Ca khúc này cũng là ca khúc đầu tiên mà Fei làm tất cả các bước sản xuất, từ viết nhạc, viết lời cho đến trình bày.
Ngày 08 tháng 12 cùng năm, Fei tiếp tục phát hành single "Hello" ft Jacson Wang, thông báo hết hạn hợp đồng với JYP Entertainment. Cô chính thức trở về hoạt động trong làng giải trí Hoa Ngữ và ký hợp đồng với công ty Hoa Nghị Huynh Đệ.
Hoạt động đầu tiên khi cô về nước là làm huấn luyện viên show sống còn "All For One" (Dĩ Đoàn Chi Danh 2019) do Youku sản xuất.
Đầu năm 2020, Fei mang đến ca khúc "Hôn Khắp Nơi" trong show "Thanh Âm Trời Ban" (天賜的聲音).
Vào tháng 6 năm 2020, Fei tham gia chương trình truyền hình thực tế "Tỷ Tỷ Đạp Gió Rẽ Sóng". Chương trình nhanh chóng trở thành cơn sốt, có độ nhận diện cao bởi kịch bản mới lạ, độc đáo. Nhờ vào kinh nghiệm và tài năng, Fei đi tới vòng chung kết của show. Sau khi chương trình kết thúc, cô ký hợp đồng với Avex China.
Cũng trong năm này, đạo diễn chế tác show "Tôi Là Diễn Viên" Ngô Đồng đã ngỏ ý mới cô tham gia mùa 3 của show. Về đội của huấn luyện viên Chương Tử Di, Fei cố gắng trau dồi kỹ năng diễn xuất của mình qua từng tập, thuận lợi bước vào vòng chung kết và nhận được cúp ngôi sao vinh dự.